# Giro di Romagna 1958
Il Giro di Romagna 1958, trentaquattresima edizione della corsa, si svolse il 3 agosto 1958 su un percorso di 247 km. La vittoria fu appannaggio dell'italiano Carlo Zorzoli, che completò il percorso in 6h56'13", precedendo i connazionali Italo Mazzacurati e Alfredo Sabbadin.

## Ordine d'arrivo (Top 10)
| Pos. | Corridore          | Squadra              | Tempo    |
| ---- | ------------------ | -------------------- | -------- |
| 1    | Carlo Zorzoli      | Asborno              | 6h56'13" |
| 2    | Italo Mazzacurati  | Ghigi-Coppi          | s.t.     |
| 3    | Alfredo Sabbadin   | Asborno              | s.t.     |
| 4    | Germano Barale     | Bianchi              | s.t.     |
| 5    | Angelo Conterno    | Carpano              | a 3'57"  |
| 6    | Paolo Guazzini     | Ghigi-Coppi          | s.t.     |
| 7    | Giuseppe Salvi     | Ghigi-Coppi          | s.t.     |
| 8    | Alessandro Fantini | Atala                | s.t.     |
| 9    | Noè Conti          | Bianchi              | s.t.     |
| 10   | Walter Martin      | San Pellegrino Sport | s.t.     |